# Sporetus sticticus
Sporetus sticticus es una especie de escarabajo longicornio del género Sporetus, tribu Acanthocinini, subfamilia Lamiinae. Fue descrita científicamente por Monné M. A. & Monné M. L. en 2012.
La especie se mantiene activa durante los meses de febrero, abril, mayo, junio, septiembre y octubre.

## Descripción
Mide 6,5-10 milímetros de longitud.

## Distribución
Se distribuye por Brasil, Ecuador y Guayana Francesa.